# MTTF
Az MTTF egy statisztikai alapú minőségi paraméter. Az elnevezés az angol nyelvű Mean Time To Failure kifejezés rövidítésből származik, mely az első meghibásodásig átlagosan eltelt időt jelenti. Statisztikai mérőszám, tehát nem egyetlen példányra érvényes, hanem meghatározása nagy mennyiségű termékeken végzett vizsgálatok alapján történik. Az így kapott eredmény mindaddig érvényes a gyártási sorozatra, míg az előállításuk azonos módon, meghatározott tűréshatáron belül történik.
Az MTTF alkatrészek és nem javítható mérnöki konstrukciók esetén értelmezhető, és egyben az adott egység élettartamát is jelenti. Fontos bemeneti paraméter az összetett mérnöki rendszerek tervszerű megelőző karbantartásához (TMK).
Számítása, a nagyszámú mintán végzett vizsgálat alapján, az egyedi üzemidők összege a meghibásodásig, és a minták számának hányadosaként történik. Fontos, hogy a vizsgálatok üzemi feltételek között történik. Hosszú élettartamú eszközök esetén, az úgynevezett túlterheléses vizsgálatot szokás alkalmazni. Ennek feltétele, hogy a túlterhelés következtében nem változhat meg a meghibásodás jellege, azaz a terhelés továbbra is a biztonságos tartományban marad. Így a meghibásodás nem túlterhelés következtében jelentkezik, hanem az csak lerövidíti az addig eltelt üzemidőt. Ilyen vizsgálatok során, a túlterhelés mértékével arányosan hosszabb, a normál üzemi üzemidő, a mért időhöz képest.
{\displaystyle {\text{MTTF}}={\frac {\sum {({\mbox{Az adott minta meghibásodásának időpontja}}-{\mbox{Az adott minta üzembehelyezésének időpontja}})}}{\mbox{A minták száma}}}\!}
Számításba kell még venni, hogy egy berendezés lehet folytonos üzemű, illetve időszakos üzemeltetésű. Az utóbbinál az üzemszerűen leállított állapotban töltött időt ki kell vonni a meghibásodás és az üzembehelyezés közt eltelt időből, azaz csak az üzemidő számít. Időszakos üzemeltetés esetén egy másik kísérő paramétert is meg szoktak adni, a ki/bekapcsolások számát, mivel az indítás után az üzemszerű állapot eléréséig, valamint a lekapcsolás után a teljes leállásig a rendszer elemei fokozott igénybevételnek lehetnek kitéve, idő előtti kifáradást előidézve.
Az MTTFd az MTTF egy változata, ahol az elnevezésben található „d” az angol „Dangerous” azaz veszélyes szót jelenti. Az első olyan meghibásodásig eltelt időt mutatja meg, mely veszélyt hord magában. Például katasztrofális kimenetelű lehet, vagy emberéletet veszélyeztet. Összetett mérnöki rendszerek esetén szokás alkalmazni, mint például egy híd, egy repülőgép, egy autó vagy épp annak a valószínűségét adja meg, hogy egy szerverterem leégjen.